# Wassigny (tổng)
Tổng Wassigny là một tổng ở tỉnh Aisne trong vùng Hauts-de-France.

## Địa lý
Tổng này được tổ chức xung quanh Wassigny thuộc quận Vervins. Độ cao thay đổi từ 87 m (Grand-Verly) à 186 m (Vénérolles) với độ cao trung bình 145 m.

## Hành chính
| Giai đoạn | Ủy viên          | Đảng | Tư cách |
| --------- | ---------------- | ---- | ------- |
| 2008-2014 | Charles Wattelle | PS   |         |
| 2001-2008 | Charles Wattelle | PS   |         |

## Các đơn vị cấp dưới
Tổng Wassigny gồm 15 xã với dân số là 6 712 người (điều tra năm 1999, dân số không tính trùng)
| Xã                   | Dân số | Mã bưu chính | Mã insee |
| -------------------- | ------ | ------------ | -------- |
| Étreux               | 1 670  | 2510         | 02298    |
| Grougis              | 350    | 2110         | 02358    |
| Hannapes             | 278    | 2510         | 02366    |
| Mennevret            | 653    | 2630         | 02476    |
| Molain               | 151    | 2110         | 02488    |
| Oisy                 | 416    | 2450         | 02569    |
| Ribeauville          | 74     | 2110         | 02647    |
| Saint-Martin-Rivière | 119    | 2110         | 02683    |
| Tupigny              | 350    | 2120         | 02753    |
| La Vallée-Mulâtre    | 145    | 2110         | 02760    |
| Vaux-Andigny         | 902    | 2110         | 02769    |
| Vénérolles           | 265    | 2510         | 02779    |
| Grand-Verly          | 137    | 2120         | 02783    |
| Petit-Verly          | 176    | 2630         | 02784    |
| Wassigny             | 1 026  | 2630         | 02830    |

## Biến động dân số
| 1962                                                     | 1968  | 1975  | 1982  | 1990  | 1999  |
| -------------------------------------------------------- | ----- | ----- | ----- | ----- | ----- |
| 7 039                                                    | 7 451 | 7 003 | 7 005 | 6 743 | 6 712 |
| Nombre retenu à partir de 1962 : dân số không tính trùng |       |       |       |       |       |